# Náhlik Zoltán
Náhlik Zoltán (Arad, 1926. október 5. – Szombathely, 2004. július 7.) erdélyi magyar neveléstörténész,  egyetemi oktató, Karceva Valentina földrajzi szakíró férje.

## Életútja
Középiskolai tanulmányait szülővárosában, a Római Katolikus Gimnáziumban kezdte, s a nagyenyedi Bethlen Gábor Kollégiumban fejezte be (1945); a Bolyai Tudományegyetemen tanári diplomát szerzett (1949), majd a Moszkvai Pedagógiai Intézetben elvégezte az aspirantúrát is (1953). 1953-tól Magyarországra történt áttelepüléséig (1974) előadótanár a Bolyai Tudományegyetemen s folytatólag a Babeș–Bolyai Tudományegyetemen.
Első írását a Studii. Revistă de istorie şi filozofie közölte neveléstudomány és lélektan kapcsolatáról (1951). Cikkei, szaktanulmányai a Korunk, Revista de Pedagogie, Tanügyi Újság, Dolgozó Nő, Tribuna, Studia Universitatis Babeş-Bolyai, Acta Comeniana (Prága, 1972) hasábjain jelentek meg. Sorozatszerűen mutatta be a Korunkban Robert Owen (1961/10), Rousseau (1962/6), Pestalozzi (1967/7), Marx (1966/11), a Lancaster-iskolákat (1968/10), Comenius (1970/11) pedagógiai hagyatékát. Társszerzője az Istoria pedagogiei című tankönyvnek (1960).
Magyarországra költözve az MTA pedagógiai kutatócsoportjának (1974–1977), majd a Felsőoktatási Pedagógiai Kutatóközpontnak (1977–1979) főmunkatársa, az Oktatáskutató Intézet tudományos tanácsadója (1979–89). Ebben az időszakban megjelent tanulmányai közül kiemelkedik orosz nyelvű értekezése a magyar felsőfokú képzés kérdéseiről a Szovremennaja Vüszsaja Skola című négynyelvű KGST-kiadványban (1985/1) s egy tanulmánya Lorántffy Zsuzsanna fogarasi román nyelvű iskolája címmel a Tanulmányok a magyar nevelésügy XVII–XX. századi történetéből című akadémiai kiadványban (Budapest, 1980). A 11 nyelvű Felsőoktatási terminológiai szótár (Varsó, 1988) magyarországi részének szerkesztője.

## Munkáiból
- Pestalozzi erdélyi követői. In: Pedagógiai szemle, 1977/6. sz. 518–529. p.
- Egy kiváló erdélyi pedagógus : Gáspár János (1816–1892). In. Magyar Pedagógia, 1978/1. sz. 74–88. p.
- A pedagógusképzés rendszere, problémái, fejlődési tendenciái : Nemzetközi összehasonlítás / összeállította Náhlik Zoltán és Tóth József közreműködésével Ladányi Andor. Budapest : FPK, 1980. 67 p.
- Bethlen Gábor művelődéspolitikája. In: Pedagógiai Szemle, 1981/3. sz. 250–258. p.
- A kölcsönös tanítás módja népoktatásunk történetében. Budapest : Országos Pedagógiai Könyvtár és Múzeum, 1986. 55 p.
- Mátrai Ernő: A kolozsvári egyetem, mint kulturai szükséglet / [az utószót írta Náhlik Zoltán]. Budapest : OPKM, 1987. 80 p.
- Polémia a Bolyai Egyetemről. In: Hitel, 1990/10. sz. 38–40. p.